# Evaz
Evaz este un oraș din Iran.